# Ramisia brasiliensis
Ramisia es un género monotípico de plantas herbáceas perteneciente a la familia Nyctaginaceae. Su única especie: Ramisia brasiliensis es originaria de Brasil.

## Taxonomía
Ramisia brasiliensis fue descrita por Daniel Oliver (botánico) y publicado en Hooker's Icon. Pl. 25 (ser. 4, 5): pl. 2404. 1895